# Бич: Путь к власти (Коты-Воители)
«Бич: Путь к власти» (англ. The Rise of Scourge) — оригинальная англоязычная манга, написанная Эрин Хантер и Дэном Джолли. Книга манги, которая не входит ни в какую серию. Она была издана в июне 2008 года, а в России вышла в октябре 2010 года.

## Сюжет
Бич, тогдашний Крошка, рождается у домашней киски Айвы вместе со своим братом Чулком и сестрой Рубинкой. Другие котята часто задирают Крошку из-за его маленького размера, что очень огорчает котёнка. Айва рассказывает котятам про воителей и про бродяг, называя воителей «бичом всех порядочных котов». Однажды Крошка сбегает в лес. Он возвращается и рассказывает матери и брату с сестрой о своих приключениях, но те не верят ему.
Вскоре котята достигают возраста, когда их отдают другим Двуногим. Чулок и Рубинка всё делают, как им советует мать, и притворяются милыми. Крошка не хочет притворяться, и тогда Рубинка говорит ему, что котят, которых не берут Двуногие, топят в реке. Крошка верит ей и сбегает из дому. По пути две домашние киски пытаются отговорить малыша от этого поступка, но тот не слушает их.
В лесу его встречают Когтелап, Остролап и Синегривка. Когтелап по приказу наставника жестоко избивает Крошку, и только вмешательство Синегривки спасает его. Крошка не хочет возвращаться домой и бродит по городу и натыкается на старую одиночку. По просьбе Крошки она делится с ним своей едой и даёт совет, что из-за ошейника он похож на домашнего. Тогда котёнок пытается снять его с помощью клыка старой собаки Сэмвайза. Снять не получается, зуб остаётся в ошейнике.
Городские одиночки, увидевшие украшение Крошки, спрашивают, откуда у него этот зуб. Тогда котёнок врёт, что он убил собаку. Одиночки делятся с ним едой. Слава о котёнке, «убившем собаку», разносится среди городских котов, и тогда Крошку находит Костяк и Кирпич и просят убить собаку, которая не подпускает их к еде. Крошку спасает то, что собака пугается его тени и убегает. Когда героя спрашивают, как его зовут, он вспоминает сказки мамы и называется Бичом.
Теперь Бич — глава всех городских котов. Убив одного бродягу из шайки Звездолома, он ещё больше повышает свой авторитет. Однажды к нему приходят бродяги и просят помощи. Он узнаёт в них Чулка и Рубинку, которых вышвырнули на улицу их хозяева. Он разрешает им поесть, но потом прогоняет.
Как-то раз бывший кот Кровавого племени, Валун, приводит Звездоцапа. Тот предлагает Бичу сделку, по которой Кровавое племя поможет Тигриному уничтожить Грозовое племя. В Звездоцапе Бич узнаёт того оруженосца, который страшно избил его, когда он был ещё котёнком. Но соглашается.
Перед несостоявшейся битвой Тигриного и Львиного племени, когда Звездоцап приказывает Кровавому племени слушаться себя, Бич убивает его. Его месть наконец-то свершилась.

## Критика
«Эта манга рассказывает о происхождении Бича, злого лидера Кровавого племени. Крошка — домашний котёнок, самый маленький в помёте. Однако, когда он вырастает, называет себя новым именем — Бич, и клянется отомстить котам-воителям, которые когда-то напали на него. Несмотря на то, что иллюстрации нарисованы в стиле манги, они более подробны, чем типичные рисунки манги, и эффективно раскрывает личность котёнка», — School Library Journal.

## История публикации
- Rise of Scourge (EN), HarperCollins (мягкая обложка), 24 июня 2008 г.[2]
- Бич: путь к власти (RU), Tokyopop (мягкая обложка), октябрь 2010 г.
- 长鞭 崛起 (CHN), Future Publishing (мягкая обложка), 30 января 2012 г.[3]
- Geißels Rache (DE), POPCOM (мягкая обложка), 17 декабря 2015 г.[4]
- Bicz. Początek legendy (PL), Nowa Baśń (мягкая обложка), 23 апреля 2018 г., перевод Вероники Колашиньской[5]

## Персонажи
Главные:
- Бич — предводитель Кровавого племени.

Второстепенные:
- Костяк — глашатай Бича,
- Чулок — брат Бича,
- Рубинка — сестра Бича.